# 바오흥
바오흥(베트남어: Bảo Hưng / 寶興 보흥 / 1801년 5월 ~ 1802년 6월)은 베트남 떠이선 왕조(西山朝) 경성제(景盛帝) 응우옌꽝또안(阮光纘)의 두번째 연호이다.  

## 개원
- 까인틴(景盛) 9년(1801년) 5월에 연호를 바오흥(寶興)으로 개원함.[1]

- 바오흥(寶興) 2년 6월 16일[2](그레고리력 1802년 7월 15일)에 응우옌 왕조의 전쟁에서 패한 후, 황제가 포로로 잡혀 떠이선 왕조가 멸망함.[1][3]

## 연대 대조표
| 바오흥 | 서기 (西紀) | 간지 (干支) | 청나라 연호    |
| 원년   | 1801년      | 신유 (辛酉) | 가경(嘉慶) 6년 |
| 2년    | 1802년      | 임술 (壬戌) | 가경 7년       |

## 동시대 연호

### 중국
청(淸)
- 가경(嘉慶) (1796년 ~ 1820년)

### 일본
- 교와(享和) (1801년 ~ 1804년)

### 란방공화국
- 난방(蘭芳) (1777년 ~ 1884년)

## 같이 보기
- 베트남의 연호